# Björn Andersson (calciatore 1951)
Björn Andersson (Perstorp, 20 luglio 1951) è un ex calciatore svedese, di ruolo difensore.

## Caratteristiche tecniche
Giocava normalmente in posizione di terzino destro.

## Carriera

### Club
Esordisce nella massima divisione svedese nella stagione 1970 indossando la maglia del Öster. Nel 1974 si trasferisce quindi in Germania Ovest per giocare nel Bayern Monaco: i bavaresi sono campioni d'Europa in carica e partecipano di diritto alla Coppa dei Campioni 1974-1975. Sebbene la finale di Parigi contro il Leeds Utd finisca 2-0 per i tedeschi, Andersson è tuttavia costretto ad uscire dal campo in barella dopo soli 4 minuti di gioco a causa di un brutto intervento di Terry Yorath. Una nuova vittoria avviene nell'edizione successiva della manifestazione, che è seguita anche dal successo nella Coppa Intercontinentale.
Il giocatore torna in Svezia nel 1977 per giocare sempre nell'Öster: vince ora la Coppa nel 1977 e il titolo nel 1978. Si ritira infine nel 1984, dopo aver militato anche nel Vallentuna.

### Nazionale
Disputa la prima gara nel Svezia nel 1972, facendo poi parte dei 22 che partecipano al campionato del mondo 1974: in Germania Ovest scende in campo nelle tre partite della prima fase, i pareggi contro Bulgaria e Paesi Bassi e la vittoria sull'Uruguay, e anche nella gara del secondo turno persa contro la Polonia.
Conta complessivamente 28 presenze e 1 gol con la maglia della Nazionale.

## Palmarès

### Competizioni nazionali
- Campionato svedese: 1

Öster: 1978
- Coppa di Svezia: 1

Öster: 1977

### Competizioni internazionali
- Coppa dei Campioni: 2

Bayern Monaco: 1974-1975, 1975-1976
- Coppa Intercontinentale: 1

Bayern Monaco: 1976